# Plutella hyperboreella
Plutella hyperboreella is een vlinder uit de familie koolmotten (Plutellidae). De wetenschappelijke naam is voor het eerst geldig gepubliceerd in 1902 door Strand.
De soort komt voor in Europa.